# Фабиола (роман)
Фабиола – црква у римским катакомбама (енгл. Fabiola or the Church of the Catacombs) је историјски роман енглеског кардинала Николаса Вајзмена, написан 1854. године. Сама радња романа смештена је у пагански Рим почетком 4. века и заснива се на животу, пустоловинама и прогонима раних хришћана. Већим делом писац црпи инспирацију из житија хришћанских светитеља из тог временско-историјског оквира.
Књига је филмски реализована у три наврата на италијанском језику.

## Радња
Прича је смештена у Рим раног 4. века нове ере, у време прогона хришћана од стране римског цара Диоклецијана.
Главна јунакиња књиге је Фабиола, млада лепотица из племићке римске породице. Размазио ју је њен отац Фабијус, који јој никада ништа није бранио. Чини се да Фабиола има све што је за пожелети, укључујући и врхунско образовање из филозофије, но упркос томе, она је у сржи свога бића дубоко незадовољна својим животом. Једнога дана, у налету беса, она напада и повређује своју слушкињу Сиру, која је потајна хришћанка. Поноситу, размажену римску девојку у датој ситуацији поражава Сирина понизност, зрелост и оданост. У том тренутку почиње њен постепени преображај, који коначно кулминира њеним преобраћењем у хришћанство. Главни виновници тога бивају Сира и Фабиолина рођака Агнија, коју она јако воли и врло јој је наклоњена.
Друга нит приче везује се за побожног младића Панкратија, сина једног од мученикâ, који се и сам припрема за мучеништво. Панкратијев љути противник је његов вршњак Корвиније, насилник, који је изиритиран врлинским животом младог хришћанина. Он чини све што му је у моћи како би понизио Панкратија и сломио хришћанску заједницу у катакомбама Рима. То укључује и организовани линч њиховог бившег наставника Касијана, потајног хришћанина. Ипак, Панкратије показује свом непријатељу сву величину хришћанског праштања тако што му спашава живот убрзо након што је овај убио Касијана.
Још један од главних негативаца у причи јесте загонетни Фулвије, очито богат младић са Истока, који се убрзо показује као ловац на хришћане који их за новац предаје властима. Труди се да задобије поверење било Фабиоле или Агније, како би успео да из корена затре хришћанску заједницу у Риму. После појединих драматичних догађаја, он неочекивано открива своју повезаност са Сиром, за коју се испоставља да је његова давно изгубљена млађа сестра. Тада Фулвије, дубоко потресен, потпуно одбацује своје зле путеве, прима хришћанство и напослетку постаје монах.

## Ликови
Прича је, између осталог, саткана и од мноштва истинитих извештаја о мучеништву и познате повести о стварним хришћанским светитељима укључене су у ову осмишљену приповетку. Стога укључује животе стварних личности: свете Агније, светог Севастијана, светог Панкратија, светог Касијана, свете Емерентијане, светог Тарцизија. Два изузетка су ликови Фабиоле и слепе просјакиње Цецилије. Оне, иако носе светитељска имена, нису идентичне личности са светом Фабиолом и светом Цецилијом, које су живеле у другом времену и животне приче су им другачије.